# Хердекке-Аленберг
Аленберг (нем. Ahlenberg) — административная часть города Хердекке, расположенного южнее города Дортмунд (Северный Рейн-Вестфалия, ФРГ). Аленберг расположен на севере Хердеке, непосредственно на границе с Дортмундом. Здесь проживает примерно 3000 человек. Район считается спальным и является важной альтернативой аристократическому южному Дортмунду.

## Географическое положение
По территории Аленберга не проходит ни одной важной транспортной линии, но непосредственно рядом проложен автобан 45 (Е41) (на севере) и государственная дорога номер 54 (234) (на востоке и юге), что делает внешние связи района выгодными и простыми. Кроме того, непосредственно по западной границе Аленберга проходит пассажирская железнодорожная транспортная линия, по которой ходит пригородный поезд RB52, соединяющий район с Дортмундом и Хагеном. С точки зрения рельефа район расположен сложно, поскольку значительные его неровности, связанные с выходом к реке Рур (непосредственно южнее Аленберга) полугорных цепей Ардай (Ardeygebirge) делают транспортные связи затруднительными. Наиболее высокая часть холмов находится в центре Аленберга вблизи улицы Оберер Аленбергвег (Oberer Ahlenbergweg). Наиболее высокий холм, согласно данным топографической карты масштаба 1:50 000, имеет отметку 244 метра, хотя в немецкоязычной Википедии без указания на источник информации (указана высота Берг (Berg)) приводится цифра 247,5 метра.

## История
Аленберг первоначально не имел отношения к городу Хердекке и являлся составной частью административного района Энде (Ende). В 1939 году Энде был присоединён к Хердекке. В связи с непосредственной близости к Дортмунду многие жители столицы Вестфалии переселялись в Аленберг и расселялись в новые собственные дома и виллы, превращая Аленберг в самостоятельный административный район. В начале 1960-х годов Аленберг начал превращаться в элитарный жилой район Хердекке. В начале XXI века незастроенными остались только участки со сложным рельефом и небольшие лесные охраняемые массивы.

## VIP
Уже много лет Аленберг является излюбленным местом проживания многих игроков футбольной команды «Боруссия Дортмунд». В частности, здесь проживали бывший защитник Леонардо Деде и бывший тренер команды Юрген Клопп.